# 5823 Oryo
5823 Oryo (1989 YH) là một tiểu hành tinh vành đai chính được phát hiện ngày 20 tháng 12 năm 1989 bởi T. Seki ở Geisei.